# Grashoek

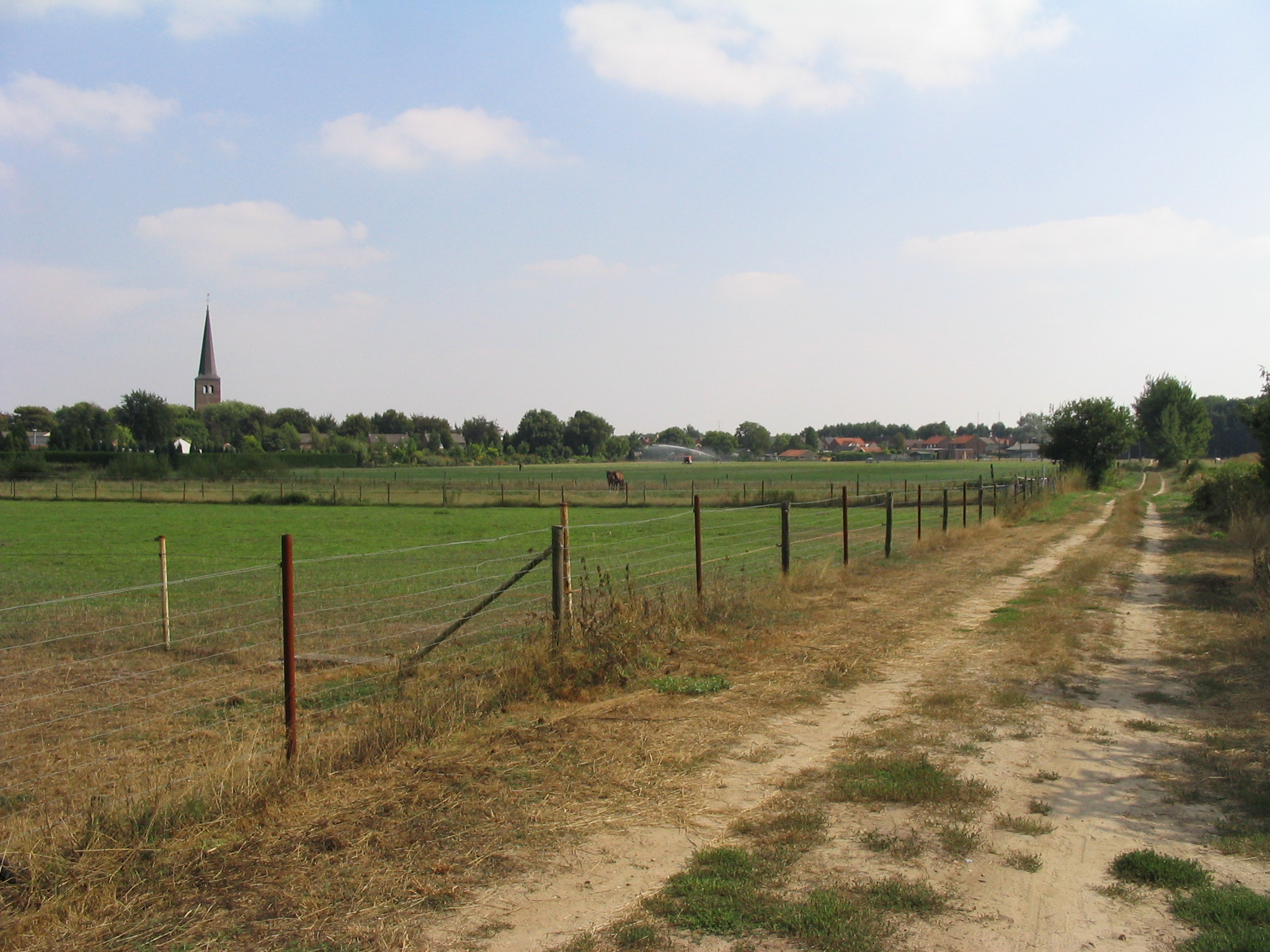
Aanzicht van Grashoek vanuit het noordoosten

Grashoek (in het eigen dialect De Grashook - klemtoon op tweede lettergreep met onuitgesproken h) is een dorp in de Nederlands-Limburgse gemeente Peel en Maas. Het dorp had op 1 januari 2023 1.720 inwoners.
Grashoek is gelegen in het noordwesten van Peel en Maas, aan de rand van de Peel, tegen de grens met de provinvie Noord-Brabant. Sinds 2010 maakt het deel uit van deze nieuwgevormde gemeente. Hoewel er van oudsher een Limburgs dialect wordt gesproken is de Brabantse invloed onmiskenbaar aanwezig. Het is van oudsher een agrarische gemeenschap. In de directe omgeving zijn een aantal grote industrieel opgezette agrarische bedrijven.

## Etymologie
Het dorp heeft zijn naam te danken aan de weilanden gelegen in het noorden van het huidige Grashoek, tegen de grens met de Peel. 
Een verhaal gaat dat de naam gegeven is door de pioniers in de Peel, die de trekpaarden van de Maatschappij Helenaveen lieten grazen in de 'grashoek' of 'de graashoek'. Dit graasland zou zijn gelegen op Limburgs grondgebied aan de zuidzijde van de Helenavaart. Hoewel de paarden daar ongetwijfeld graasden werd de naam Grashoek al voor dit gebied gebruikt voordat in 1853 Helenaveen werd gesticht. Op de kadastrale kaart van 1820 wordt namelijk al een gebied, globaal op dezelfde plaats gelegen, 'den Gras hoek' genoemd. Ook op de Tranchotkaart uit 1814 werd Grashoek al genoemd.

## Geschiedenis

### Bijzondere vondsten uit Romeinse tijd

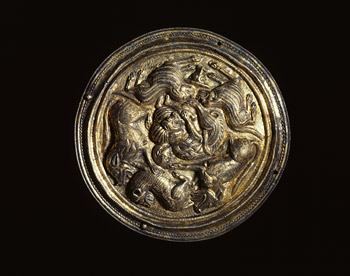
Keltische Sierschijf

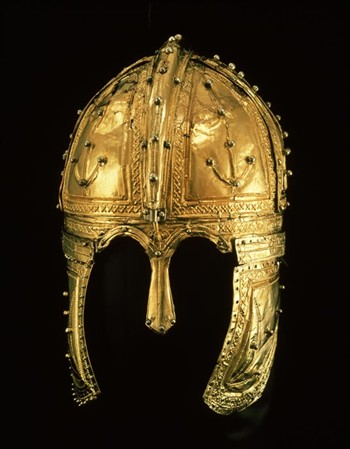
Gouden Helm

De 'Sierschijf van Helden', of 'Keltische Sierschijf', werd in 1844 gevonden bij het turfsteken in het gebied dat later Grashoek werd genoemd. Het is een verguld zilveren sierplaat die aan een schild, halster of borstkuras werd bevestigd. De schijf is gemaakt in Thracië, op de Balkan, en dateert uit de 1ste eeuw v.Chr.
De schijf is in reliëf versierd met een gevecht tussen een man en een leeuw, omlijst door andere wilde dieren. De schijf kan in Nederland terecht zijn gekomen via handel tussen de Kelten en Thracië. Het kan ook buit betreffen die de Kelten mee terugnamen na hun invallen in de Balkan uit die tijd. Mogelijk is de schijf meegekomen met Romeinse hulptroepen uit Thracië die wat later in Nederland werden gelegerd.
Een van de theorieën van herkomst is dat de sierschijf als uitrustingsstuk is gebruikt door een Romeinse Centurio en door hem is verloren bij een achtervolging over een hoger gelegen gebied (o.a. de Marisberg in Grashoek) richting de Peel. Namelijk, in 1910 is ruim een kilometer verderop, in Helenaveen, de beroemde Gouden Romeinse Helm gevonden, tezamen met enkele uitrustingsstukken.

### Ontstaan van het dorp
De geschiedenis van het huidige dorp Grashoek gaat terug tot het jaar 1402. In dat jaar kreeg de leenman van het hof te Groot Mares, een burger uit Roermond, van hertog Reinoud IV van Gelre 8,5 morgen grond ter beschikking. Dat is ongeveer 7,5 hectare in Gelderse maten. Rond die plaats is nu nog een Marisstraat, Marisveldweg en Marisbaan te vinden. Op de plaats van de eerste ontginningen aan de Marisstraat staat een infobordje. In het midden van de 19e eeuw waren er vlak bij de Maris meerdere gehuchten: Scherliet, Houwenberg, Vliegert, De Spiesberg (of Spitsbergen), De Hei, Het Kwakvors, De Belgenhoek (Belzenhoek) en De Hoeve. Op de hei woonden mensen in plaggenhutten, maar al in 1843 stonden er enkele huizen in wat later de dorpskern Grashoek werd. Ook halverwege de Lorbaan tussen Beringe en Sevenum stond een zestal huizen. Overigens is de Lorbaan een van de oudste nog gebruikte doorgaande wegen in dit gebied, onderdeel van een belangrijke handelsroute. Mogelijk is de naam ook daarvan afkomstig (afgeleid van 'leuren'). In de middeleeuwen was de hooggelegen landrug van de Maris ook onderdeel van de doorgaande weg van Meijel naar Sevenum. De afstand tussen deze dorpen was hemelsbreed slechts 14 kilometer. Het doel was al snel zichtbaar maar, vanwege het moeilijk begaanbare moerassige Peelgebied, duurde de reis veel langer dan gedacht.

### Ontwikkeling
Tot aan de periode rond 1900 bestond het huidige Grashoek grotendeels uit onontgonnen heide- bos- en veengebieden. De inwoners waren veelal arm. Pas nadat de school (1912) en de parochie (1918) waren gesticht kwam de ontwikkeling in een stroomversnelling.
De bloei van Grashoek als dorp is voor een belangrijk deel te danken aan pastoor Kengen. Hij pachtte zestig hectare grond en gaf deze weer uit aan ontginningsboeren. Pionier Hein Gielen liet boerderijtjes, een winkel en een café bouwen en maakte in Holland reclame voor de goedkope grond die onder andere geschikt zou zijn voor de bloembollenteelt. Hierdoor vestigde zich diverse mensen uit de Haarlemmermeer en de Bollenstreek in Grashoek, waaronder Johannes (Jan) Spruijt, waar de latere Johan Spruijtstraat naar vernoemd is. De bollenteelt bleek geen succes op deze grond. Later werd de ontginning overgenomen door mensen van eigen streek die een beter resultaat konden bereiken.
Grashoek stond na 1945 een tijdlang bekend om zijn pluimveesector. Ook hebben kleinschalige varkenshouderijen en de champignonteelt een grote rol gespeeld. Anno 2025 is vanwege gemeentelijk beleid de veeteelt grotendeels verdwenen en ligt de nadruk meer op glastuinbouw. Als alternatief voor de agrarische bedrijvigheid groeide vooral het aantal bedrijven dat zich richt op de recreatieve markt, zoals vakantiehuisjes, Bed & Breakfast, minicampings en een golfbaan. Ook voeren diverse wandel- en fietsroutes door Grashoek.
Een toenemend deel van de inwoners is forens.

## School en kerk

### Basisschool
Rond 1900 stuurden de bewoners van dit gebied, hoewel officieel burger van de Limburgse Gemeente Helden, hun kinderen in het dichterbij gelegen Brabantse Helenaveen naar school. Na aandringen van een aantal mensen van de buurtschap de Vliegert, maar vooral ook van de gemeente Deurne (die van de gemeente Helden financiële compensatie wenste voor alle Grashoekse kinderen op de Helenaveense school) werd door de gemeente Helden op 30 december 1912 het definitief besluit genomen tot stichting van een eigen lagere school in Grashoek. De eerste steen van de nieuwe school werd anderhalf jaar later, op 16 juni 1914, gelegd door burgemeester J.W.J. Janssen van de gemeente Helden. De zegening en feestelijke ingebruikname was op 4 januari 1915.
Later werd de basisschool De Horizon verantwoordelijk voor het basisonderwijs in Grashoek.

### De kerk
Gezien de behoefte aan geestelijke begeleiding in de afgelegen gebieden, bevolkt door (citaat:) "ruwe en ongeletterde boeren", werd er begin 20e eeuw een "commissie inzake stichting eener parochie te Grashoek" opgericht met als doel het stichten van een Roomsch Katholieke Parochie met een bijbehorende kerk. In 1918 werd de parochie opgericht. Hoewel er al eerder inwoners waren en al meerdere buurtschappen wordt dit jaar gezien als officieel stichtingsjaar van het dorp, omdat dit de eerste keer was dat de verschillende buurtschappen als gezamenlijk afgebakend (parochie)gebied, de naam "Grashoek" kregen.
Bij besluit van 16 december 1918 heeft Bisschop Schrijnen van Roermond de parochie onder de titel "Succuviale Kerk van het Allerheiligst Hart van Jezus" te Grashoek gesticht. Hierop hebben de eerdergenoemde buurtschappen en gehuchten op ongeveer gelijke geografische afstand van elkaar samen een eenvoudige stenen kerk gebouwd. De eerste pastoor was Pastoor H.J. Henri Vullinghs. Hij is in 1945 vanwege zijn verzetsactiviteiten door de Duitse bezetter gearresteerd en gedeporteerd naar Bergen-Belsen. Hij stierf daar reeds enkele weken later.
Nadat in 1918 de eerste noodkerk werd gebouwd zamelden de inwoners van Grashoek geld in om een definitief en passend kerkgebouw op te richten. Jos en Pierre Cuypers jr. maakten daartoe de plannen, welke echter vanwege de Tweede Wereldoorlog geen doorgang konden vinden.
Na de Tweede Wereldoorlog ging pastoor Van der Sterren door met het inzamelen van geld. Er was in de jaren voor de oorlog al een aanzienlijke som bijeengebracht, maar dat was niet meer toereikend. Een rondgang door het dorp bracht 39.000 gulden op. …een staaltje van prachtige offervaardigheid en overtuiging geven de Limburgse katholieken…, want Grashoek was geen rijke parochie. Het waren kleine boeren en arbeiders die dit bedrag bij elkaar brachten, aldus de Maas en Roerbode. Het plan van Cuypers was helaas niet uitvoerbaar gezien de hoge kosten die eraan verbonden waren.
Er werd besloten een prijsvraag uit te schrijven onder jonge architecten. Het programma van eisen schreef voor dat er 550 zitplaatsen moesten zijn van 90 bij 50 cm. De kerk diende georiënteerd te worden en de bouwkosten mochten inclusief sacristie en toren de 185.000 gulden niet overstijgen.
De keuze viel uiteindelijk op architect A. Schwencke. In 1953 werd aan de bouw begonnen. Omdat de door de gemeente Helden aangewezen bouwlocatie zeer laag gelegen was werd het hele dorp ingeschakeld om zand vanaf de Houwenberg naar de bouwplaats te brengen. Omdat de Houwenberg, naar later bleek, een archeologisch belangrijk gebied was, kan worden gesteld dat met de karrenvrachten zand helaas ook een deel van de historie van Grashoek onder het kerkgebouw ligt.
De ceremoniële eerste steen werd gelegd op 25 oktober 1953 en de kerk werd op 9 oktober 1954 in gebruik genomen.

## Bezienswaardigheden
- Er is in Grashoek een viertal wegkruisen, en wel bij Helenaveenseweg 76, bij Marisstraat 43, aan de Ontginningsweg en aan de Marisbaan (ter herinnering aan de slachtoffers van het landmijndrama vlak na de oorlog). Aan de Roomweg, ter hoogte van Kapèlkeshof, staat een Mariakapel uit 1930: de Onze-Lieve-Vrouw-van-Lourdeskapel.
- Het Pioniersmonument bevindt zich aan de Pastoor Vullinghsstraat, tussen pastorie en Ankerplaats. Hier werd op de plaats van het oude kerkhof een monument opgericht ter herinnering aan de pioniers die Grashoek hebben ontgonnen. Het oude kerkhof is in 1953 opgeheven, maar nimmer geruimd. Vanaf 2015 is het onderdeel van het nieuwe dorpsplein.
- Het Vliegtuigmonument stamt uit 2002. Op 15 juni 1943 is boven Grashoek een Lancaster bommenwerper neergeschoten door Duitse nachtjagers. Bij de crash in de bossen van Grashoek kwamen de zeven bemanningsleden om het leven. In 2002 heeft de Werkgroep Vliegtuigmonument bij de plek van de crash een monument opgericht. Dit monument is geadopteerd door de kinderen van Basisschool De Horizon. Deze zorgen voor het onderhoud.

Ongeveer 50 meter achter het monument is in het landschap nog duidelijk de plaats van inslag te herkennen.
Naast het monument werd in 2013 een informatiebord geplaatst waarop in twee talen uitleg over de gebeurtenissen is gegeven.
De herdenking vindt iedere 5 jaar plaats. In het Grashoeks jubileumjaar 2018 is het tevens precies 75 jaar geleden dat de bommenwerper is neergeschoten.
- Het Kerkrazziamonument bevindt zich tegen de muur van Gemeenschapshuis De Ankerplaats. Het is een plaquette ter herdenking van de deportatie van de meer dan 100 Grashoekse mannen tijdens de kerkrazzia van 1944 en de zeven mannen die niet zijn teruggekomen… Het monument is genaamd "Sporen die bleven". Op 8 oktober 1944 vonden er namelijk in heel Noord-Limburg zogenaamde kerkrazzia's plaats. De razzia van Grashoek vond plaats in de vroege morgen waardoor er relatief veel mannen werden opgepakt. Alle mannen tussen de zestien en vijfenzestig jaar moesten mee. Het merendeel werd tewerkgesteld bij de Hermann Göring-Werke.
- De Heilig Hart van Jezuskerk, uit 1954.

## Natuur en landschap
Grashoek is gelegen op hoge zandgronden, op een hoogte van ongeveer 34 meter.
In Grashoek ontspringt de Groote Molenbeek, welke in oostelijke richting via Sevenum, Horst en Wanssum naar de Maas stroomt. Het Grashoekse deel is voor een groot deel gekanaliseerd, maar er zijn plannen om delen ervan in oorspronkelijke, meanderende, staat te herstellen.
Het na de ontginningen inmiddels bosrijke westelijk deel van Grashoek wordt begrensd door de Helenavaart. Doordat deze niet meer voor de scheepvaart wordt gebruikt is het gebied daarlangs veranderd in een rustig wandel- en fietsgebied. Hier liggen ook twee kleine natuurgebieden, de Scherliet en Het Kwakvors. Verder bestaat de westzijde van Grashoek uit de Marisberg, het hoogste gedeelte van de Peel (36,3 meter).
Het ten oosten van de Helenaveenseweg gelegen deel van Grashoek bestaat grotendeels uit lager gelegen weidegebied.

## Steenkool

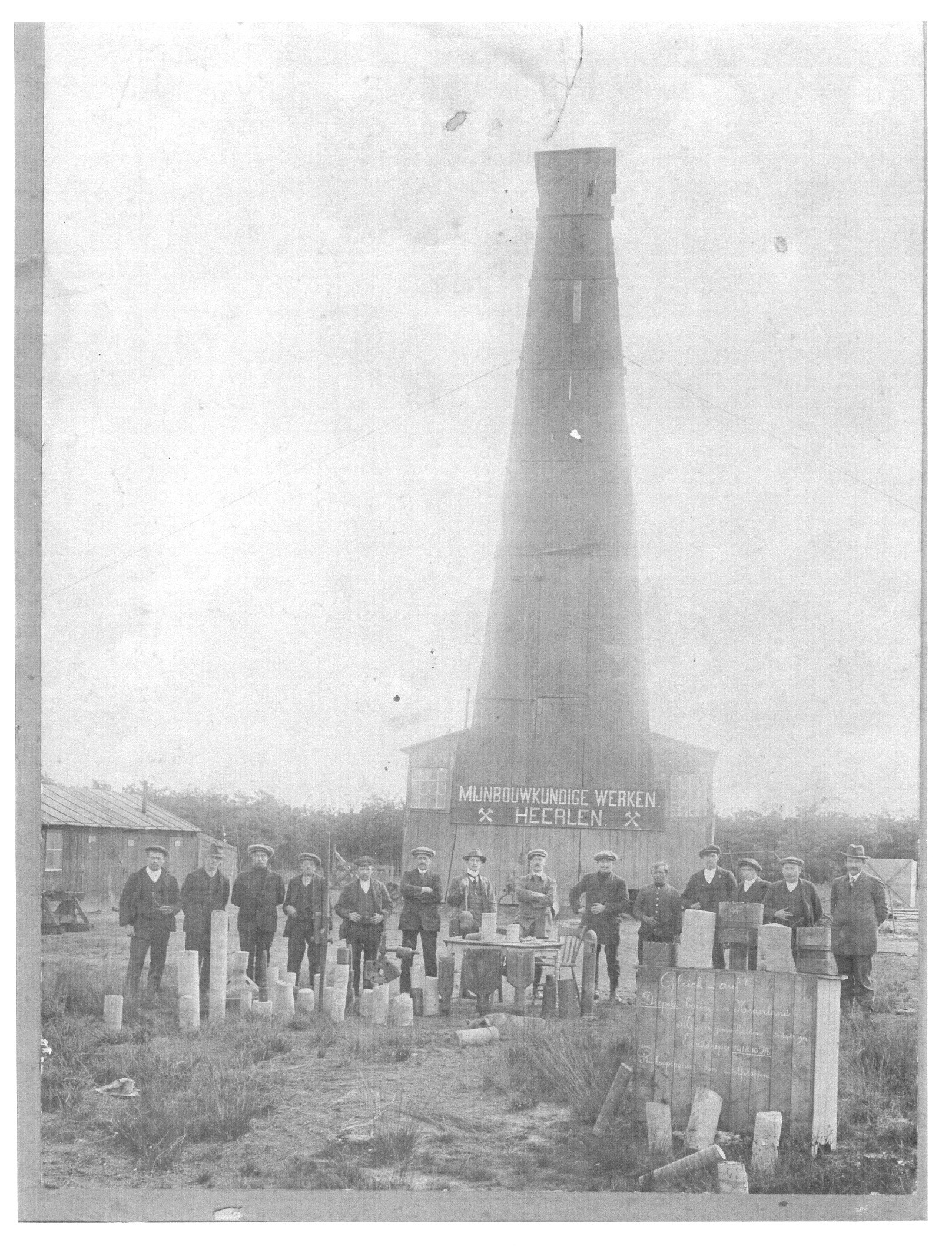
Boortoren Maris, september 1914

In het begin van de vorige eeuw zijn er in Grashoek en de directe omgeving proefboringen geweest om vast te stellen of er ontginbare steenkool in de grond zat. Nadat eerst in 1906 in Helenaveen met succes steenkool is gevonden is op de Maris in Grashoek in augustus 1913 met het boorwerk begonnen. 
Er is een foto van deze proefboringen. Op het bord staat:
Gluck auf. Diepste boring in Nederland. Maris, gemeente Helden 24 sept 1914. Einddiepte 1418,10 m. Rijksopsporing van delfstoffen.
Op 6 februari 1914 raakte op een diepte van 673 meter het boortuig vastgeklemd en moesten er gedurende lange tijd, tot eind maart 1914, herstelwerkzaamheden verricht worden. Pas toen was het achtergebleven materieel, waaronder een diamantboor, weer geheel uit het boorgat verwijderd. Hierna kon de boring worden voortgezet.

## Laeve Grashook
Onder de naam Laeve Grashook (Nederlands: Leve Grashoek) heeft het Dorpsoverleg in 2006 een programma opgestart om in de jaren tot aan het honderdjarig bestaan in 2018, met alle inwoners samen aan de eigen leefomgeving te werken. Er werd een Dorpsontwikkelingsvisie opgesteld en er zijn een aantal projecten van start gegaan. Hieronder het project Wandelpaden waarin een Grashoeks en Berings initiatief aan de basis heeft gestaan van het knooppunten-wandelroutenetwerk van de gemeente Peel en Maas.
In 2010 heeft de werkgroep Dorpshart, bestaande uit inwoners van Grashoek, een herinrichtingsplan voor de kern gepresenteerd. In 2015 is de hernieuwde kern officieel geopend.
Andere projecten zijn de herinrichting van de Groote Molenbeek en de toegangswegen naar Grashoek. Veel projecten werden door de bewoners zelf opgepakt. Er heerst in Grashoek een grote gemeenschapszin wat zich laat zien in de relatief vele verenigingen en activiteiten in het dorp. Leefbaarheidsprojecten in Grashoek hebben landelijk model gestaan voor het project ‘Leven in het Dorp’, dat zelfs een landelijke prijs kreeg.
Het Dorpsoverleg Grashoek is inmiddels opgevolgd door de Dorpscommissie Laeve Grashook, die daarmee de projectnaam heeft geadopteerd als doelstelling.

## Nabijgelegen kernen
Beringe, Helenaveen, Koningslust, Meijel
Dorpen: Baarlo · Beringe · Egchel · Grashoek · Helden · Kessel · Kessel-Eik · Koningslust · Maasbree · Meijel · Panningen

Buurtschappen: Belgenhoek · Berg · Bong · Broek · Dekeshorst · Dijk · Donk (Kessel) · Donk (Meijel) · Driessen · Dubbroek · Egchelheide · Everlo · Groeze · 't Heeske · Hei (Baarlo) · Hei (Kessel) · Heldensedijk · Hof · In de Hoeven · Hert · Hout · Houthei · Houwenberg · Hub · Katsberg · Kaumeshoek · De Kievit · Korte Heide · Keup · Laagheide · Laar · Lange Heide · Lang Hout · Langstraat · Leeuwerik · Loo · Maris · Molenbaan · Molenhuizen · Nederweerterdijk · Onder en Eindt · Oyen · Platveld · Rinkesfort · Roggelsedijk · 't Rooth · Schafelt · Siberië · Soeterbeek · Spiesberg · Spurkt · Steenoven · Tongerlo · Vergelt · Vieruitersten · Vliegert · Vosberg · Vliegert · Witdonk · Zandberg (Helden) · Zandberg (Maasbree) · Zelen

Limburg: Steden en dorpen      Nederland: Provincies · Gemeenten